# Serhij Mizin
Serhij Hryhorowycz Mizin, ukr. Сергій Григорович Мізін, ros. Сергей Григорьевич Мизин, Siergiej Grigorjewicz Mizin (ur. 25 września 1972 w Kijowie, Ukraińska SRR) – ukraiński piłkarz, grający na pozycji pomocnika, reprezentant Ukrainy, trener piłkarski.

## Kariera piłkarska

### Kariera klubowa
Występował w juniorskiej i młodzieżowej drużynie Dynama Kijów. W 1992 zadebiutował w podstawowej jedenastce Dynama, z którym osiągnął najwięcej sukcesów. W 1996 przeszedł do CSKA Kijów. Występował w takich klubach jak Czornomoreć Odessa, Dnipro Dniepropietrowsk, Karpaty Lwów, Krywbas Krzywy Róg i Metalist Charków. W 2002 ponownie wrócił do Karpat Lwów. Ostatnim klubem w karierze piłkarza był Arsenał Kijów, w którym w 2008 ukończył swoje występy.

### Kariera reprezentacyjna
25 marca 1995 zadebiutował w reprezentacji Ukrainy w spotkaniu eliminacyjnym do Mistrzostw Europy z Chorwacją przegranym 0:4. Łącznie rozegrał 7 gier reprezentacyjnych.

## Kariera trenerska
Po zakończeniu kariery piłkarskiej rozpoczął karierę trenerską. Kończąc pierwszy etap przygotowań trenerskich został pomagać trenerowi FK Charków. Następnie prowadził FK Lwów. 21 grudnia 2009 objął stanowisko dyrektora sportowego klubu Naftowyk-Ukrnafta Ochtyrka. W czerwcu 2010 został głównym trenerem ochtyrskiej drużyny. 5 listopada 2011 po serii nieudanych gier podał się do dymisji. Na początku 2012 ponownie objął stanowisko dyrektora sportowego Naftowyk-Ukrnafty Ochtyrka.

## Sukcesy i odznaczenia

### Sukcesy klubowe
- mistrz Ukrainy: 1993, 1994, 1995 (wszystkie z Dynamem)
- wicemistrz Ukrainy: 1992 (z Dynamem)
- brązowy medalista Mistrzostw Ukrainy: 1998 (z Karpatami)
- zdobywca Pucharu Ukrainy: 1993 (z Dynamem)
- finalista Pucharu Ukrainy: 1999 (z Karpatami)

### Sukcesy indywidualne
- jest członkiem Klubu 300.
- zwyciężył w plebiscycie na najlepszego pomocnika Karpat w historii Mistrzostw Ukrainy[6].
- został wybrany do symbolicznej jedenastki Karpat w historii Mistrzostw Ukrainy[7].